# Mistrzostwa Europy w Wioślarstwie 1909
17. Mistrzostwa Europy w Wioślarstwie odbyły się w dniu 22 sierpnia 1909 r. we francuskim Paryżu (po raz 3. w historii). Zawodnicy rywalizowali w 5 konkurencjach wioślarskich na przepływającej przez miasto rzece Sekwanie na terenie pobliskiej gminy Juvisy-sur-Orge. 

## Medaliści
| Konkurencja                 | Złoto | Srebro | Brąz                                                                                              | Źródło      |
| --------------------------- | --- | --- | ------------------------------------------------------------------------------------------------- | ----------- |
| M1x (jedynka)               | Teodoro Mariani | Gaston Delaplane | Jozef Hermans                                                                                     | [ 1 ]       |
| M2x (dwójka podwójna)       | Belgia Daniël Clarembaux · Georges Desenfrans | Francja Gaston Delaplane · François Rocchesani | Cesarstwo Niemieckie · (Alzacja-Lotaryngia)                                                       | [ 2 ]       |
| M2+ (dwójka ze sternikiem)  | Włochy Scipione del Giudice · Luigi Ermellini · Giuseppe Mion (sternik)                                                                                              | Francja Mégrat · Profit | Cesarstwo Niemieckie · (Alzacja-Lotaryngia)                                                       | [ 3 ]       |
| M4+ (czwórka ze sternikiem) | Włochy Scipione del Giudice · Luigi Ermellini · Mario Tres · Brenno del Giudice · Giuseppe Mion (sternik)                                                            | Belgia Rodolphe Poma · Oscar Dessomville · Polydore Veirman · Stanisław Kowalski · Raphael van der Waeren (sternik)                                                              | Szwajcaria Albert Breuleux · L. Peter · Th. Schmid · P. Ottiker · E.-W. von Seckendorff (sternik) | [ 4 ]       |
| M8+ (ósemka)                | Francja Lucien Roche · Pierre Herbinet · Gaston Delaplane · Marcel Monniot · Hermann Barrelet · Motti · Marius Lejeune · Georges Lejeune · Marcel Frébourg (sternik) | Włochy Scipione del Giudice · Luigi Ermellini · Tullio Rosada · Italo Sambo · Mario Tres · Curzio del Giudice · Alfredo Stranieri · Brenno del Giudice · Giuseppe Mion (sternik) | –                                                                                                 | [ 5 ] [ 6 ] |

## Klasyfikacja medalowa
| Miejsce | Reprezentacja                             | Złoto | Srebro | Brąz | Razem |
| ------- | ----------------------------------------- | ----- | ------ | ---- | ----- |
| 1.      | Włochy                                    | 3     | 1      | 0    | 4     |
| 2.      | Francja                                   | 1     | 3      | 0    | 4     |
| 3.      | Belgia                                    | 1     | 1      | 1    | 3     |
| 4.      | Cesarstwo Niemieckie (Alzacja-Lotaryngia) | 0     | 0      | 2    | 2     |
| 5.      | Szwajcaria                                | 0     | 0      | 1    | 1     |
| Razem   | Razem                                     | 5     | 5      | 4    | 14    |